# Historia de Paraguay
La historia de Paraguay se despliega a lo largo de diversos períodos que abarcan desde los primeros asentamientos humanos hasta el presente. Estos períodos se pueden dividir en tres etapas principales: el período precolombino, que se refiere a la época anterior a la llegada de los colonizadores europeos; el período colonial, que abarca desde la colonización española hasta la independencia; y finalmente, el período republicano, que se extiende desde la independencia hasta la actualidad. Cada uno de estos períodos tiene sus propias características y eventos significativos que han dado forma a la historia e identidad de Paraguay.

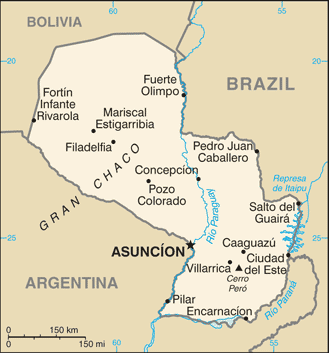
Paraguay.

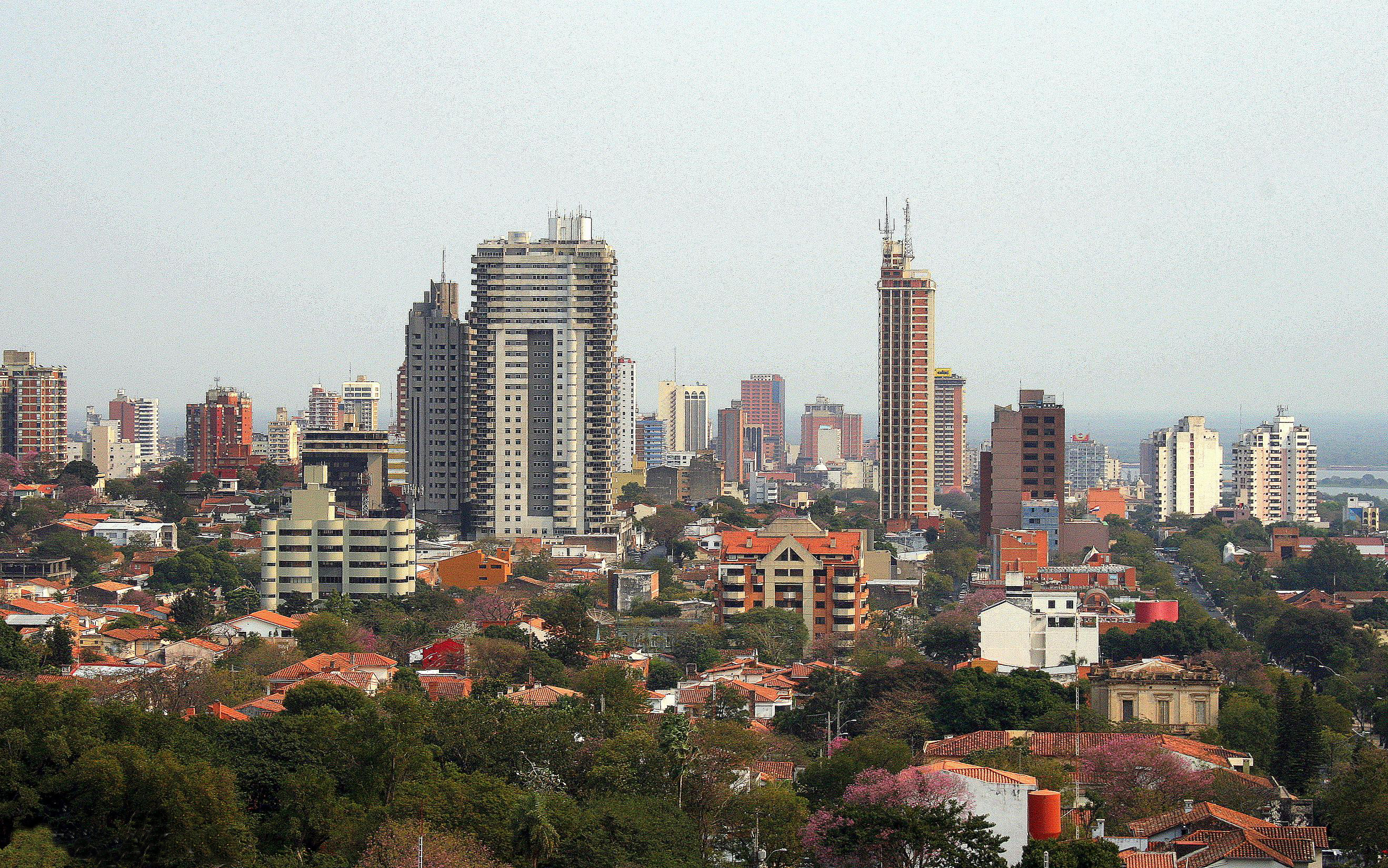
Asunción, de Paraguay.

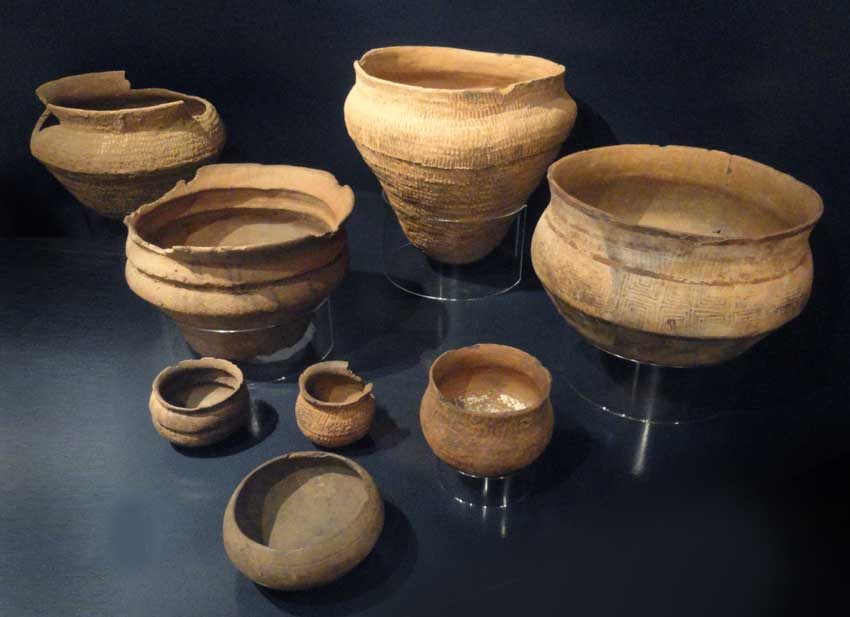
Cerámica guaraní.

## Tiempos prehispánicos (hasta 1524)

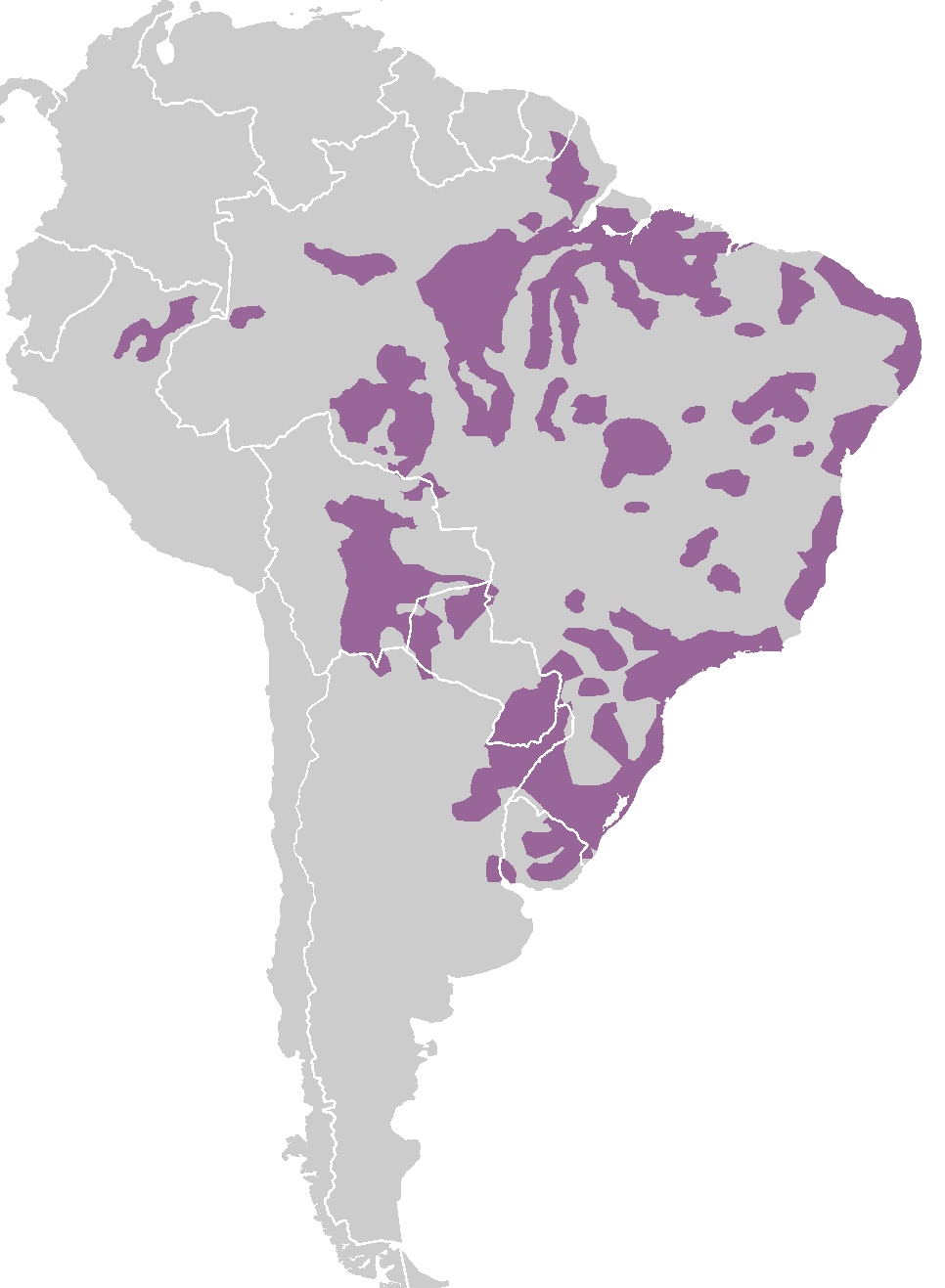
Áreas de expansión de las lenguas tupíes en América del Sur.

A la llegada de los conquistadores españoles al territorio del Paraguay Oriental, es decir el área ubicada entre el río Paraná al este y el río Paraguay al oeste, se encontraba habitado por diversas etnias indoamericanas que se encontraban en estado de guerra entre ellas; estas etnias pertenecían a tres conjuntos diferentes: los pámpidos, los lágidos y los amazónidos. Lingüísticamente había tres grupos principales: los pueblos mascoyanos, los pueblos mataco-guaicurú, los pueblos tupí-guaraníes y algunos pequeños grupos de pueblos arawak (como los chané). Aún no se sabe si los lágidos fueron los primeros en ocupar el territorio, o si fueron precedidos por los pámpidos. Lo documentado es que hacia el siglo XV fueron los amazónidos  
Ante los avá (o guaraníes) se encontraban las etnias cazadoras-recolectoras de los ŷes o lágidos (por ejemplo los ašé-guayakí) y las de los pámpidos destacándose entre este segundo conjunto las etnias llamadas por los guaraníes: agaces y payaguás.
El primer encuentro documentado de los guaraníes con los ibéricos es el de Alejo García, explorador portugués, que participó en varias expediciones a América del Sur con la flota española, y que tras haber naufragado en la isla de Santa Catarina en 1525, lideró antes de 1533 a un fuerte contingente de guaraníes que remontando aproximadamente el curso del río Pilcomayo llegó a las fronteras del Tahuantinsuyu (probablemente en la zona de Cochabamba) libró allí, ayudado por los chiriguanos, algunos combates con éxito y regresó rumbo a la costa atlántica con abundante botín de objetos de plata y oro siendo muerto en el camino, pero llegando la noticia de su hazaña a los europeos asentados en la costa del Atlántico.
Las alianzas (a pesar de ser asimétricas) entre guaraníes y españoles se desarrollaron fuertemente y en oposición a otras etnias, principalmente contra las de los guaicurús y mbyás entre los que se contaban los agaces y los payaguás que finalmente desaparecieron, en parte por las constantes guerras víctimas de un etnocidio ante los ataques conjuntos de guaraníes y españoles y en parte por costumbres propias —como tener un solo hijo por pareja, en el caso de los payaguás— que los hicieron comparativamente más débiles en la confrontación.

## Época virreinal (1524-1811)
Lo que actualmente es el territorio de Paraguay fue descubierto por Alejo García y Juan de Ayolas, a las órdenes de España en 1524, dándose inicio a una historia de colonialismo, hasta 1811, año en que se independizó de España.
Los primeros ibéricos se establecieron en la zona refugiados tras el fracaso de la primera fundación de la ciudad de Buenos Aires a principios del siglo XVI y fundando una casa fuerte que sería Asunción del Paraguay el 15 de agosto del 1537. La ciudad finalmente se convirtió en la cabecera de una provincia colonial española, llegando a conocerse como Madre de Ciudades ya que de ella partieron las corrientes pobladoras y repobladoras de diversas ciudades: Ontiveros, Ciudad Real del Guayrá y (la primera) Villa Rica del Espíritu Santo en la antigua provincia del Guayrá (actual estado brasileño de Estado de Paraná), Santiago de Jerez del Itatín (en actual Mato Grosso del Sur), San Francisco de Mbiaza en las costas del océano Atlántico (actual estado brasileño de Santa Catarina), Santa Cruz de la Sierra en el Chaco Boreal, así como las importantes ciudades argentinas de Buenos Aires, Corrientes, Santa Feria Concepción de Buena Esperanza,  conocida como Concepción del Bermejo.
Bajo el gobierno de Hernando Arias de Saavedra, llegan al Paraguay los jesuitas para contribuir a la tarea de pacificación de los indígenas, dando así origen a las célebres reducciones Jesuíticas. Desde 1604 hasta 1767 los jesuitas realizan con los indígenas guaraníes de Paraguay un gobierno teocrático. Las reducciones jesuitas tenían autonomía respecto a los gobernadores de Asunción. Las misiones llegaron a cobijar a más de un cuarto de millón de indígenas donde se les enseñaba la religión católica, agricultura, artesanía y pequeña industria.
La organización total abarcó 32 reducciones. Las misiones primero se instalaron en la región del Guayrá (también llamado La Pinería)-actual estado brasileño de Paraná- y luego se establecieron entre los ríos Tebicuary y el divortium aquarum de la Cuenca del Plata con las cuencas menores afluentes directas del océano Atlántico. La lengua guaraní fue respetada y se fijó en forma escrita; en ella fueron vertidas importantes obras de teología, impresos en la primera imprenta del Río de La Plata. Paralelamente el asunceno Ruy Díaz de Guzmán escribía las primeras obras de historia atinentes a la región del Cono Sur.
Hacia 1542, una sirvienta guaraní de Asunción conocida como la India Juliana asesinó a su amo español e instó a las demás mujeres indígenas a hacer lo mismo, terminando ejecutada por orden el adelantado Alvar Núñez Cabeza de Vaca. Su rebelión es considerada primeras insurrecciones indígenas registradas de la época, y su figura una de las más destacadas en la historia de las mujeres de Paraguay,
En 1617, se produjo la división de la Provincia en dos gobernaciones: la del Paraguay y la de Buenos Aires. De esta forma Paraguay perdió la zona marítima del estuario del río de La Plata, y conservó solo Asunción, Ciudad Real y Villa Rica del Guayrá. La pérdida de la «salida de la tierra» por el puerto de Buenos Aires se hizo sentir mucho más desde que la provincia española del Paraguay perdió el estratégico territorio llamado la Mbiazá o Yviazá (o La Vera), que correspondía al actual estado brasileño de Santa Catarina.
En 1717, la Rebelión comunera representó el primer grito de libertad de América, pero con la derrota en la batalla de Tovatí en 1721 se impusieron duras sanciones al departamento que asfixiaron su economía.
En 1750, el tratado de límites entre España y Portugal, afectó a Paraguay con las pérdidas de Guayrá (entre el río Paraná y el océano Atlántico), la gran provincia del Itatín y la región de Cuyabá que fueron cedidos al Brasil portugués a cambio de la Colonia del Sacramento, en la Banda Oriental del Río de la Plata.
En el ya citado año de 1750 la corte española de acuerdo con la Corona portuguesa decidieron repartirse el territorio de las reducciones, Los jesuitas se negaron a ello, dando lugar a que los ejércitos español y portugués emprendieran la llamada Guerra Guaranítica y acabaran con la resistencia en 1757.
En 1767 los jesuitas fueron expulsados de España y sus dominios por orden de Carlos III. Las reducciones pasaron a ser dirigidas por grupos seglares y religiosos, pero entraron en un proceso de decadencia.
El Virreinato del Río de la Plata fue creado en 1776 por el rey Carlos III, integrando en su jurisdicción los actuales territorios de Argentina, Uruguay, Río Grande del Sur y Santa Catarina actual Brasil, Paraguay, Bolivia y el norte de Chile. La creación del nuevo Virreinato del Río de La Plata desligó al Paraguay del Virreinato del Perú. La capital del nuevo virreinato se hallaba en la ciudad de Buenos Aires.
En 1777 la provincia del Paraguay fue integrada en el Virreinato del Río de La Plata dentro del cual se mantuvo hasta 1811.
En 1782, se estableció en el virreinato el régimen de las intendencias. Asunción era, en la Provincia o Intendencia del Paraguay, la única población con categoría de ciudad. La zona al sur del río Tebicuary y al este de la cordillera de Caaguazú por su parte correspondía a la Gobernación de las Misiones Guaraníes (o Provincia Subordinada de las Misiones) constituida con los restos de las Misiones Jesuíticas que pudieron quedar bajo control español.

## Transición a la Independencia (1800-1811)

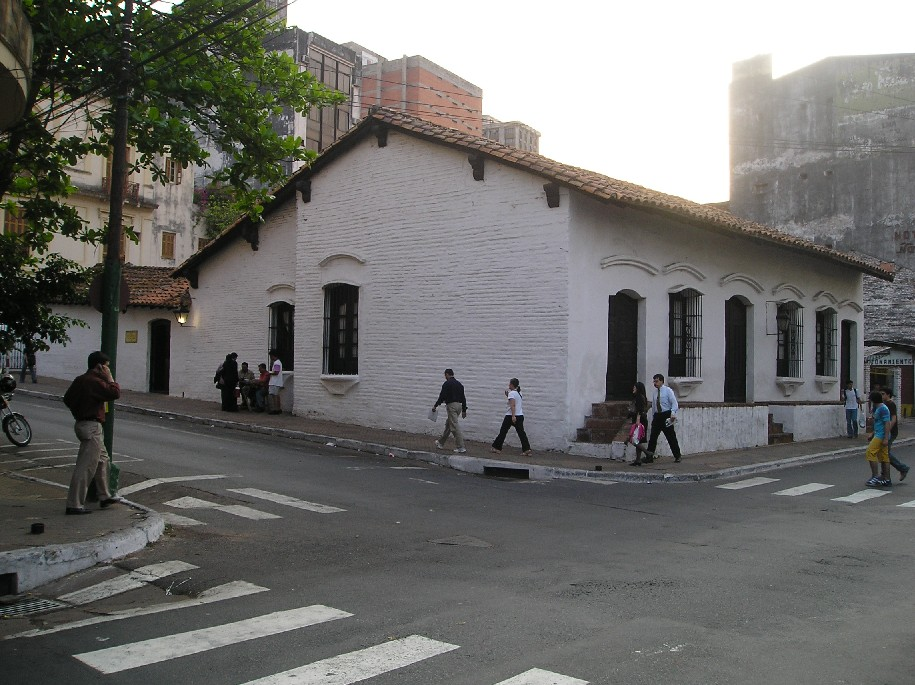
Casa de la Independencia.

### Antecedentes a la Independencia
En 1806 y 1807 se producen las Invasiones Inglesas, que ocupan las ciudades de Buenos Aires y Montevideo. Desde Asunción, Córdoba y otros lugares del virreinato se enviaron tropas que colaboraron a la expulsión de los invasores. Las invasiones inglesas demostraron la indefensión del virreinato y la declinación del poder español era poco competente.
En 1810 llegó a Buenos Aires, capital del virreinato del Río de la Plata, la noticia de que Sevilla había sido ocupada por las fuerzas de Napoleón Bonaparte. En respuesta se reunió un cabildo abierto, que el 25 de mayo de 1810 reemplazo al virrey Cisneros por una junta de Gobierno. Entre sus objetivos estaba convocar a la reunión de un congreso de representantes de todas las provincias del Virreinato del Río de La Plata, para definir la forma de gobierno del ex virreinato.
En respuesta a la convocatoria, el congreso o Junta General del 24 de junio de 1810 reunido en Asunción, manifestó su decisión soberana de fidelidad al Consejo de Regencia, que se había refugiado en Cádiz y gobernaba en representación de Fernando VII, prisionero de Napoleón.
A fines de 1810 las tropas al mando del General Manuel Belgrano marcharon en una expedición para intentar sumar al Paraguay a las recién creadas Provincias Unidas del Río de la Plata. Las fuerzas de esa expedición no recibieron apoyo local y fueron derrotadas en las batallas de Paraguarí y Tacuarí ―19 de enero y 9 de marzo de 1811― por los realistas, entre quienes hasta entonces revistaban los oficiales Fulgencio Yegros y Manuel Cabañas. Estas batallas, tanto por el éxito de las fuerzas paraguayas como por la huida en la ocasión del gobernador español Velasco ―al pensar que habían sufrido un revés militar― y los repetidos contactos de la oficialidad paraguaya con Belgrano, son consideradas como el comienzo de una toma de conciencia de las propias fuerzas por parte de los paraguayos.

### Revolución de mayo
Tras varias semanas de conspiraciones, en la noche del 14 al 15 de mayo de 1811 estalló una revolución, dirigida en lo militar por el capitán Pedro Juan Caballero y Fulgencio Yegros. El gobernador fue obligado a incorporar dos consocios, Juan Valeriano Zeballos y José Gaspar Rodríguez de Francia y convocar un Congreso.
El Congreso se reuniría al mes siguiente, y el 17 de junio decidió la deposición de Velasco, acusado de negociar con los portugueses para defender la monarquía aún al precio de pasar a depender del Imperio portugués. En su lugar nombró una Junta Gubernativa, presidida por Fulgencio Yegros. Suele afirmarse que este fue el único proceso pacífico de independencia en la América del siglo XIX, lo que se explica en parte porque el Paraguay no era accesible para fuerzas españolas sino a través de las Provincias Unidas, y éstas no pudieron ser nunca obligadas a abrir el paso hasta el Paraguay.
El 12 de octubre de 1811 se firmó un tratado con la Junta de Buenos Aires, que establecía ―entre otras disposiciones― un proyecto de confederación entre las Provincias Unidas del Río de la Plata y Paraguay, pero los intereses contrapuestos de las elites porteñas y asuncenas chocaron.

## Patria Vieja (1811-1864)

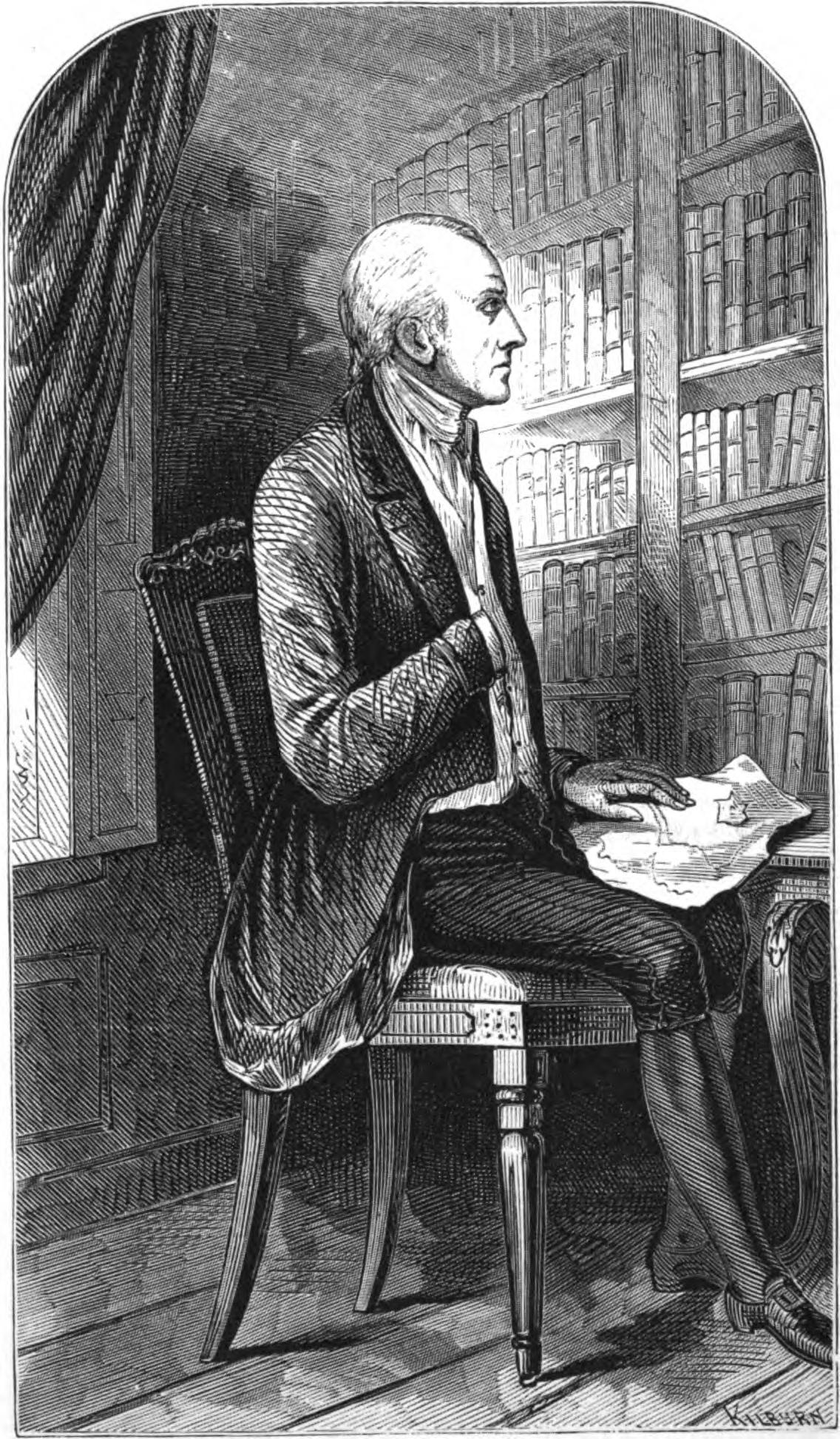
José Gaspar Rodríguez de Francia.

### Primer consulado y posterior dictadura
Después de un período de Consulado (esto es, en el sentido de cónsul romano como sistema compartido de gobierno) con Francia y Yegros, el Congreso paraguayo de 1814 nombró a Francia dictador de la República. Ante el fortalecimiento del unitarismo en la ciudad de Buenos Aires, ese cargo sería modificado dos años más tarde al de Dictador Perpetuo «con calidad de ser sin ejemplar». Mientras vivió Francia, no se volvió a reunir ningún Congreso nacional, y Rodríguez de Francia gobernó autocráticamente hasta su muerte.
La resistencia al gobierno de Rodríguez de Francia, se materializó en marzo de 1820, en una conspiración comandada por Fulgencio Yegros, que fue abortada rápidamente por el Dictador. En julio de 1821, más de un año después, fueron fusilados sus principales figuras. Se calcula que no más de 40 personas fueron ejecutadas por motivos políticos en casi 30 años de gobierno, en un período en que en las provincias vecinas se desangraban, muriendo decenas de miles de personas en guerras fratricidas. En pleno proceso judicial sobre la conspiración, en septiembre de 1820, dio asilo al caudillo uruguayo José Gervasio Artigas amigo de muchos de los conspiradores que en ese momento estaban presos.
José Gaspar Rodríguez de Francia murió el 20 de septiembre de 1840.

### Apertura al exterior
La inserción de Carlos Antonio López en la vida política del país se inició a la muerte de Rodríguez de Francia, cuando fue designado consejero y secretario de Mariano Roque Alonso durante el gobierno de la Comandancia de Armas. Posteriormente, en 1841 es nombrado cónsul del Paraguay (en el mismo sentido que antes Francia y Yegros) En 1844, el Congreso le otorgó poderes de presidente de la República, por diez años.
Carlos Antonio López continuó, aunque con un estilo diferente, abriendo lentamente al país al exterior, la defensa de la independencia paraguaya, amenazada especialmente por la negación del Gobernador de Buenos Aires Juan Manuel de Rosas de reconocer la independencia del país y su insistencia en seguir considerando que la incipiente Argentina tenía derechos sobre la antigua Provincia del Paraguay, heredados del dominio español.
Entre las acciones de progreso del gobierno de López se destaca la creación del primer periódico nacional: El Paraguayo Independiente, de la Flota Mercante y del Ferrocarril; la puesta en marcha de la fundición de Ybycuí, los arsenales nacionales, y la contratación de unos 200 técnicos europeos que aportaron su conocimiento y su trabajo para la modernización de la capital y del país. La educación y la cultura fueron otros campos muy favorecidos por iniciativas de Don Carlos, quien cumplió un segundo y un tercer periodo de gobierno, hasta su muerte, en 1862.
A esta, después de un mes de negociaciones, su hijo Francisco Solano López, de 36 años, es elegido Presidente de Paraguay. Este había encabezado en 1853 un viaje de más de un año y medio a Europa -como Embajador de su padre- a fin de obtener reconocimiento de la independencia del país y fue quien cerró los tratos con las compañías inglesas (principalmente) que le vendieron al país la tecnología necesaria para un despegue económico e industrial descollante para esos años, sin recurrir a préstamo alguno, a más de ser quien contratara el par de centenares de técnicos europeos que la pusieron en práctica.

## Guerra de la Triple Alianza (1864-1870)

### Antecedentes

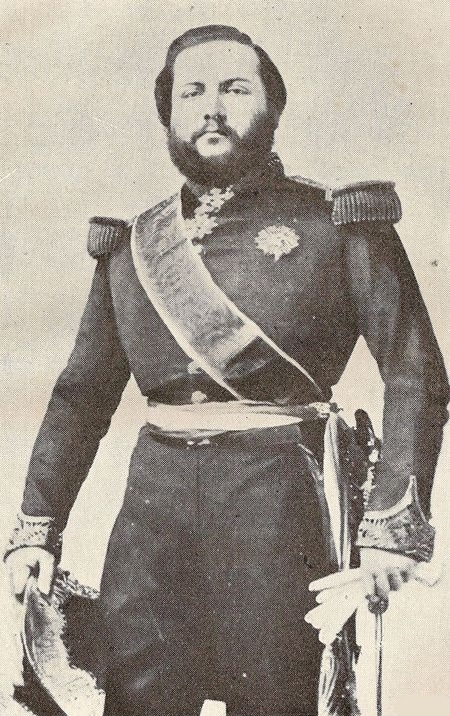
Francisco Solano López.

A lo largo del siglo XIX, el Paraguay había reducido sus pretensiones territoriales para no aumentar los conflictos externos con el Brasil y la Argentina. No obstante, el Imperio no observaba la misma conducta, y pretendía imponer los límites a su vecino.
Por su parte, la Argentina había aumentado sus pretensiones a lo largo de la década de 1850, exigiendo la soberanía sobre todo el Chaco Boreal.
Tras la caída de la Confederación Argentina, el gobierno del Paraguay esperó aún durante algún tiempo que su particular régimen político y económico sería respetado. Pero el apoyo argentino e imperial a la revolución de Venancio Flores en el Uruguay, coronado por la Invasión Brasileña de 1864, sumados a la continua campaña contra su gobierno en la prensa de Buenos Aires, convencieron a López de que tarde o temprano debería defenderse de ambos países.
El presidente López exigió a Brasil que se abstuviera de intervenir en el Uruguay, pero el Imperio invadió ese país a mediados de 1864.
En respuesta, López invadió el Mato Grosso.
Cuando Brasil inició la Gran Guerra el 12 de octubre de 1864, los paraguayos capturaron, un mes después, el buque "Marqués de Olinda". En él se encontraba el gobernador brasileño de Mato Grosso, Coronel Carneiro de Campos, Vizconde de Caravelas.
Este reveló a los paraguayos que, desde el norte del Paraguay, los brasileños pensaban realizar una invasión con 12.000 soldados (6.000 que se hallaban en el lugar, más otros 6.000 que llegarían de refuerzo) bien armados y una flotilla de 6 a 8 buques de apoyo. Prueba de ello era el avance ilegal que realizaron las tropas imperiales sobre la zona, fundando u ocupando fuertes e instalando campamentos en ese territorio "en litigio".

### Primer ataque y posterior defensa
Así se motivó el "ataque preventivo" al Mato Grosso, en 1865, que resultó totalmente victorioso para las armas paraguayas. Los aliados quedaron desarticulados, su plan fue roto en pedazos, y recurrieron a una operación desesperada.
Los 6.000 que debían reforzar, con tiempo y preparación, a las tropas brasileñas que se hallaban en Mato Grosso, fueron enviados a socorrer a sus compañeros a finales del año 1865. El coronel Carlos de Morais Camisão y sus subalternos, el teniente coronel Albino de Carvalho y el vizconde de Taunay, lideraron el avance, que fue una verdadera lucha contra "penurias y fatigas".
Los brasileños lograron superar, ciénagas, meandros, bosques, enfermedades y escasez. Cerca de 2000 de sus compañeros quedaron en el camino cuando alcanzaron las posiciones controladas por Paraguay.
El Mariscal López, siempre informado, ya sabía todo esto y (según Jorge Thompson en su famosa obra La Guerra del Paraguay) personalmente, sin informar al grueso del Ejército que se hallaba en la Fortaleza de Humaitá, partió hasta la Villa de Concepción, en el Norte. Desde allí, organizó una defensa, que quedó a cargo del Myr. Martín Urbieta.
Solo después de dominar un amplio territorio, López solicitó autorización al gobierno argentino para cruzar territorio de la provincia de Corrientes, para enfrentar al Brasil en el Uruguay o en sus inmediaciones.
La negativa del presidente argentino Bartolomé Mitre llevó a Francisco Solano López a declarar la guerra a la Argentina y ordenar la invasión paraguaya de Corrientes que se inició con una serie de éxitos, pero las sucesivas derrotas en la batalla de Riachuelo, la Batalla de Yatay y el sitio de Uruguayana obligaron finalmente a los paraguayos a evacuar territorio correntino a fines de 1865.
Brasil, Argentina y Uruguay firmaron el 1 de mayo de 1865 la Triple Alianza, obligándose mutuamente a combatir al Paraguay hasta forzar la salida de Francisco Solano López e imponerle al Paraguay los límites que sus dos países limítrofes deseaban; además se estableció que se impondría al país una cuantiosa indemnización de guerra.

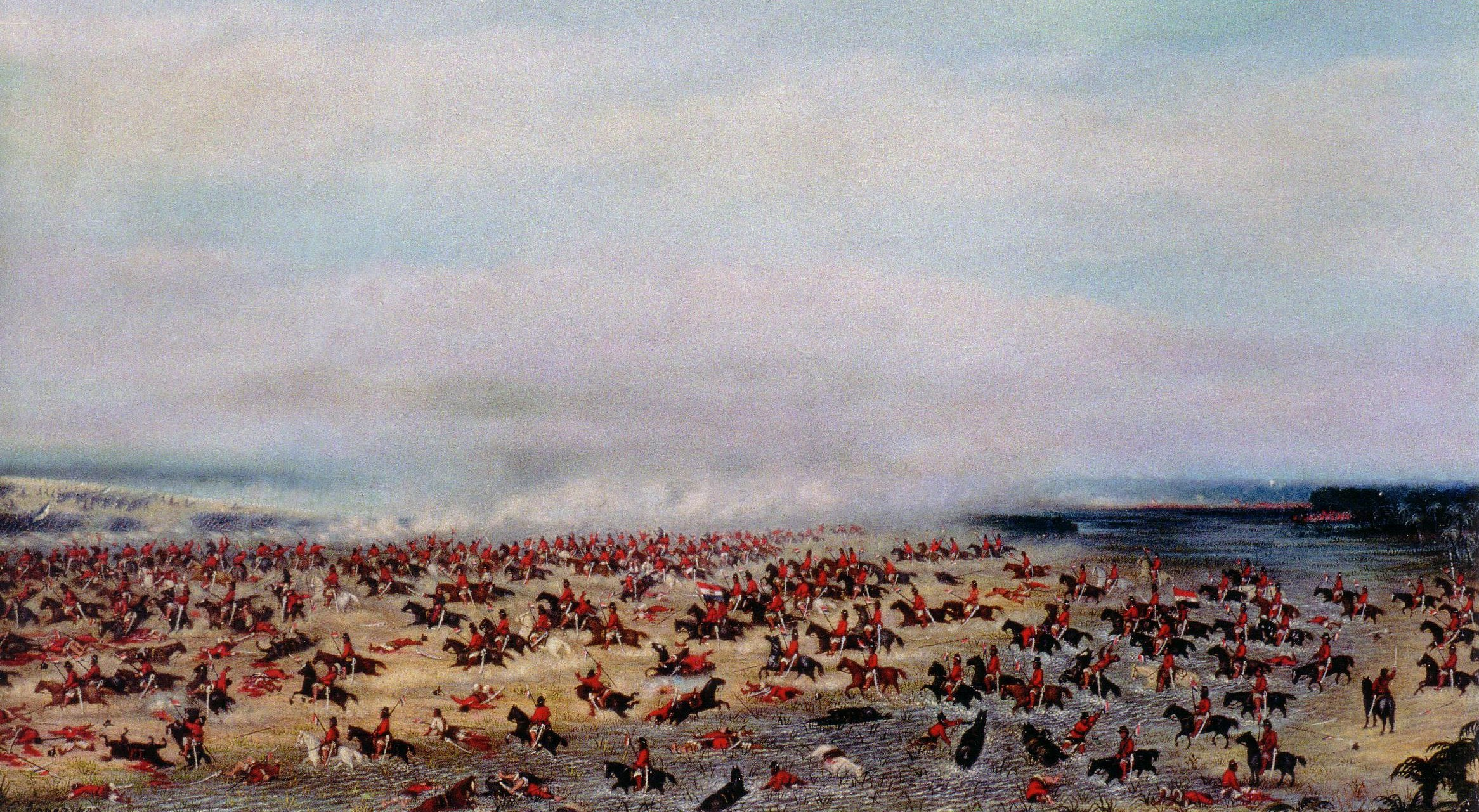
La batalla de Tuyutí, en el marco de la guerra de la Triple Alianza. Óleo de Cándido López.

La siguiente fase ―iniciada con la invasión aliada del 16 de abril de 1866― fue una lucha por la posesión del extremo sur del Paraguay, especialmente la Fortaleza de Humaitá, que impedía el paso de buques enemigos hacia el centro del país. Las batallas de Tuyutí y Curupaytí ―derrotas de las fuerzas paraguayas la primera, y error aliado la segunda― llevaron a la práctica detención de las operaciones tras una serie de combates menores. Una epidemia de cólera diezmó ambos ejércitos. Cuando el Imperio retomó su ofensiva, a mediados de 1867, aún le costó un año tomar Humaitá y las demás fortalezas de la zona.
La siguiente campaña duró apenas semanas: a lo largo de la Campaña del Piquisiry ocurrieron cuatro grandes batallas, que obligaron a López a abandonar Asunción y retirarse al interior del país; prácticamente todo su ejército fue muerto o capturado en esta campaña. La ciudad de Asunción fue ocupada y saqueada.
No obstante la gravedad de las derrotas, López continuó su resistencia en la llamada Campaña de las Cordilleras. Su ejército fue destruido completamente en las batallas de Piribebuy y Acosta Ñu, signadas por la masacre de los vencidos; la mayoría de los soldados de López eran adolescentes o niños. Los últimos restos del ejército de López, perseguidos por todo el interior del país fueron alcanzados el 1 de marzo de 1870 por las fuerzas imperiales en el Combate de Cerro Corá. López fue muerto en combate, y las últimas fuerzas leales se rindieron.

## Entre dos guerras (1870-1900)

### Consecuencias de la posguerra

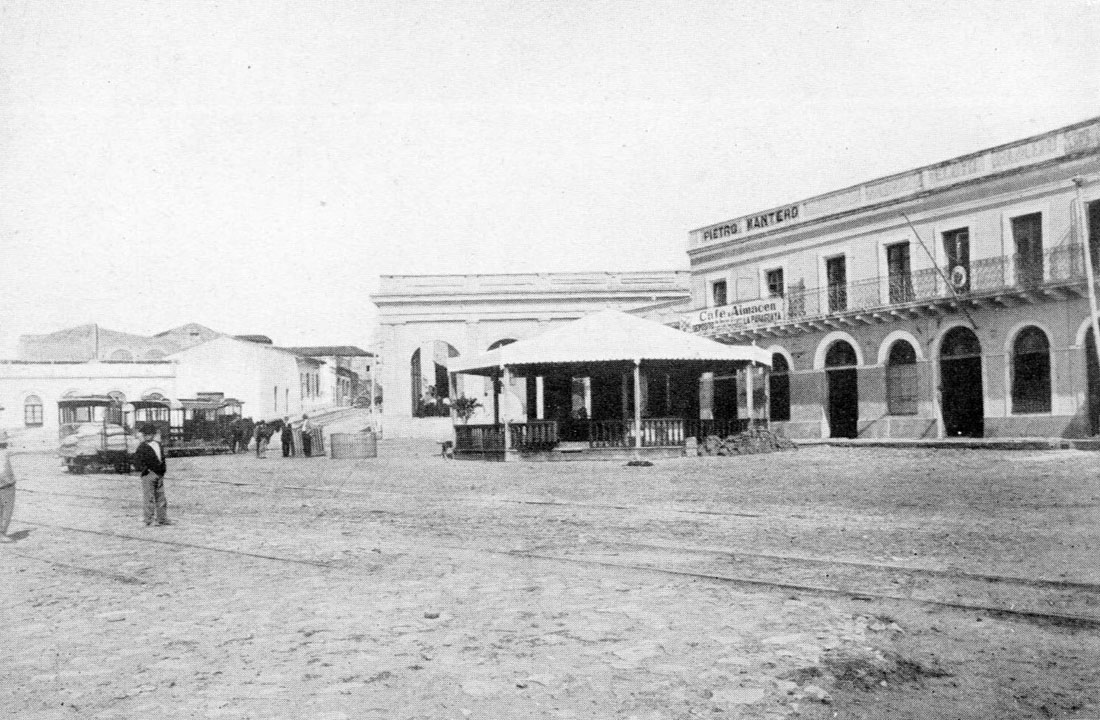
Asunción hacia 1892.

Las consecuencias de la guerra de la Triple Alianza fueron funestas, costando la pérdida de dos terceras partes de todos los hombres adultos y gran parte del territorio paraguayo. El país se vio sometido a una ocupación brasileña que duró seis años (hasta 1876). La situación creada derivó en un estancamiento económico que se prolongaría durante el resto del siglo. En cuanto a lo social, la poligamia se hizo muy popular en el país (un hombre con varias mujeres) para repoblar el país, así como predominó la sociedad matriarcal pero a su vez un fuerte machismo, contexto que aún persiste en la actualidad, especialmente en las clases media-bajas.
Los ocupantes no se preocuparon por formar un gobierno independiente para el Paraguay hasta el 15 de agosto de 1869, en que se formó en las ruinas de Asunción un "gobierno provisional" o Triunvirato, constituido por Cirilo Antonio Rivarola, Carlos Loizaga y José Antonio Bedoya. El Triunvirato, nominalmente electo por el pueblo paraguayo, lo fue de hecho por una reunión de 21 personas, que representaban a las distintas facciones que respondían a las autoridades militares brasileñas y –en menor medida– al mando militar argentino. Loizaga y Bedoya habían sido oficiales de la pequeña "Legión Paraguaya", un cuerpo que había sido formado para dar un viso de apoyo paraguayo a la invasión extranjera. Por su parte, Rivarola había participado en conspiraciones contra los gobiernos de los López y había sido incorporado a la fuerza como sargento al ejército paraguayo, del cual había desertado. Poco después, Loizaga y Bedoya renunciaron y se retiraron a Buenos Aires, asumiendo Rivarola como presidente.
El 15 de agosto de 1870, se reunió en Asunción una Convención Constituyente, para sancionar la primera Constitución, inspirada en la constitución argentina de 1853. La misma Convención declaró disuelto el Triunvirato, que había quedado reducido solo al triunviro Rivarola, nombrando en su lugar a Facundo Machaín. No obstante, un golpe de Estado de las fuerzas militares del Paraguay obligó a la misma Convención a elegir como presidente titular a Rivarola, que asumió su cargo el 1 de septiembre de ese año. Poco después era sancionada la Constitución.
La elección del Congreso Nacional significó el principio del fin del gobierno de Rivarola, que terminó por presentar su renuncia el 18 de diciembre de 1871. Bajo el mando de su sucesor, Salvador Jovellanos, se firmó el Tratado Loizaga-Cotegipe, que sancionaba las pretensiones que había establecido el Imperio del Brasil al firmar el Tratado de la Triple Alianza: el establecimiento de los límites septentrionales del país en el río Apa y los Saltos del Guairá. El Imperio se aseguró un tratado dejando de lado a la Argentina, que por su parte reclamaba todo el Chaco Boreal; por el Tratado Machain-Yrigoyen se estableció que el Chaco central ―la mayor parte de la actual provincia argentina de Formosa― quedaba para la Argentina, mientras que el territorio al norte del río Verde quedaba para el Paraguay. Se estableció que sería resuelto por un laudo arbitral, que resolvería el presidente de Estados Unidos, Rutherford B. Hayes. Este se pronunció en noviembre de 1878, adjudicando el territorio al Paraguay.

### Recuperación económica
Mientras tanto, Jovellanos fue sucedido en noviembre de 1874 por Juan Bautista Gill. Tras la muerte de Gill, lo sucedió su vicepresidente Higinio Uriarte, que tampoco logró estabilizar la situación política del Paraguay. Tras el período de Cándido Bareiro, exembajador de los López en Europa, el Congreso designó en 1880 a Bernardino Caballero para suceder a Gill; posteriormente sería reelegido y gobernaría hasta 1886. Durante su mandato se reorganizaron las instituciones, se extendió el ferrocarril y el telégrafo. 
Se fundaron varias localidades, decenas de escuelas y se estableció el primer tranvía en Asunción. Fue sucedido por el general Patricio Escobar, que continuó la política de aquel; su más recordado aporte a la cultura del país fue la fundación de la Universidad Nacional de Asunción. Sus opositores fundaron el primer partido moderno del Paraguay, el Partido Liberal, que seguían la tradición de los opositores al gobierno de los López. Ese mismo año, los partidarios del gobierno, dirigidos por el general Caballero, fundaron el Partido Colorado, que reivindicaba la tradición nacionalista y la actuación paraguaya en la guerra de la Triple Alianza; este conservaría el gobierno hasta el comienzo del siguiente siglo.
El crecimiento económico continuó bajo los gobiernos de Juan Gualberto González, Juan Bautista Egusquiza, Emilio Aceval y Juan Antonio Escurra. No hubo estabilidad política alguna, ya que González y Aceval fueron obligados a renunciar dejando en su lugar a sus vicepresidentes. Escurra, por su parte, fue derrocado por una revolución liberal, dirigida por el general Benigno Ferreira, en el año 1904.

### Revolución de 1904
La revolución de 1904 fue organizada en Buenos Aires por exiliados paraguayos, liderados por Manuel J. Duarte, que estaba sirviendo en la Armada Argentina. Los rebeldes emplearon el barco mercante paraguayo Sajonia, cuyo capitán era simpatizante del Partido Liberal. El 4 de agosto de 1904, los rebeldes tomaron el control del barco en el puerto de Buenos Aires. Más tarde fue abordado por soldados liberales que trajeron miles de fusiles, ametralladoras y cañones de pequeño calibre a bordo.
Después de enterarse sobre el barco, el presidente Juan Antonio Escurra decretó el estado de sitio el 8 de agosto. En aquel entonces el Ejército paraguayo solamente tenía 1.500 hombres y el país no tenía Armada, por lo cual se armó el barco mercante Villa Rica y fue enviado a enfrentarse con el Sajonia. Ambos barcos se encontraron el 11 de agosto cerca de la ciudad de Pilar, siendo rápidamente hundido el Villa Rica y muriendo 28 marineros del gobierno. Los rebeldes desembarcaron y se enfrentaron al gobierno durante los siguientes cinco meses. La lucha terminó el 12 de diciembre de 1904, cuando durante la negociación del Pacto del Pilcomayo por el diplomático brasilero Brasílio Itiberê da Cunha, Escurra renunció y el presidente provisorio Juan Bautista Gaona tomó el cargo el 19 de diciembre de 1904. El 25 de noviembre de 1906, Benigno Ferreira fue elegido presidente.

### Primera guerra civil
Durante los siguientes años dirigió el país el Partido Liberal; no obstante, este estaba dividido en fracciones, lo que llevó a una inestabilidad política constante. Tras dos cortos gobiernos revolucionarios, asumió la presidencia el general Ferreira, que fue a su vez derrocado por el general Albino Jara. Sucesivas revoluciones dirigidas tanto por liberales disidentes como por colorados llevaron a los cortos períodos de gobierno de Emiliano González Navero, Manuel Gondra, Albino Jara, Liberato Marcial Rojas y nuevamente González Navero, ninguno de los cuales logró completar los cuatro años prescriptos por la Constitución. 
El primero en lograrlo desde la presidencia de Escobar fue Eduardo Schaerer, entre 1912 y 1916; su período de gobierno estuvo signado por un gran crecimiento económico, causado por las ventajas comerciales que aportó la Primera Guerra Mundial. Sus sucesores fueron Manuel Franco, José Pedro Montero, Manuel Gondra y Eusebio Ayala, ninguno de los cuales completó los cuatro años. Luego, sobrevino la larga Guerra civil paraguaya de 1922-1923, en la que fue derrotada una facción liberal tras sangrienta lucha contra otra del mismo partido. Solo a partir de 1924 se inició un período de estabilidad, con Eligio Ayala, José Patricio Guggiari y Eusebio Ayala completando cada uno sus cuatro años de mandato.

## Guerra del Chaco (1932-1935)

### Antecedentes

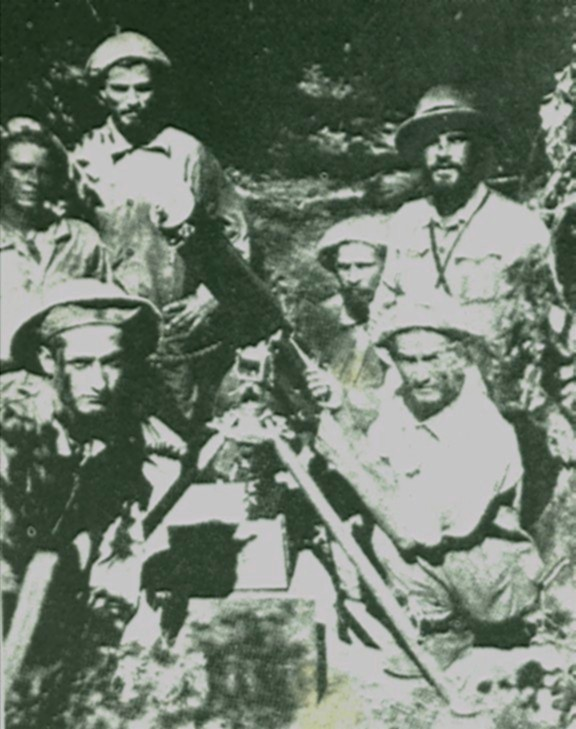
Soldados paraguayos junto a una ametralladora.

Las autoridades españolas habían superpuesto las jurisdicciones en el Chaco Boreal, de modo que casi con las mismas razones de uti possidetis, tanto Paraguay como Bolivia tenían válidos argumentos para reclamar el territorio. Por su parte, la Argentina había reconocido en 1872 que la mayor parte del Chaco Boreal ―es decir al norte del río Pilcomayo― era paraguayo, pero en 1903 tras la anexión brasileña del Acre, territorio hasta entonces boliviano, y por el "Tratado de Petrópolis" Brasil "en compensación" le "reconocía" a Bolivia el control sobre todo el Chaco Boreal, de este modo Bolivia estableció precarios fortines, como el de Camacho ―actual Mariscal Estigarribia―, concretamente, hasta casi 1900 ningún país tenía un control efectivo sobre el Chaco Boreal exceptuando sus "bordes", Paraguay poseía el fuerte Olimpo, Villa Occidental (actual Presidente Hayes) y cerca de Villa Occidental el ―hoy en ruinas― Presidio de López, algunas compañías privadas poseían pequeños desembarcaderos a orillas del río Paraguay.
Era difícil ―dado el relieve de la región―, precisar límites concretos, sin que los sucesivos gobiernos nacionales pudieran hacer nada para impedirlo debido a que el país estaba sumergido en constantes guerras internas (levantamiento del coronel Albino Jara en 1904 y del coronel Adolfo Chirifé en 1922).

### Desarrollo
La guerra del Chaco, entre el Paraguay y Bolivia, se libró desde el 9 de septiembre de 1932 hasta el 12 de junio de 1935, por el control del Chaco Boreal. Fue la guerra más importante en Sudamérica durante el siglo XX. En los 3 años de duración, Bolivia movilizó 250 000 soldados y Paraguay 120 000, que se enfrentaron en combates en los que hubo gran cantidad de bajas (60 000 bolivianos y 30 000 paraguayos), y gran cantidad de heridos, mutilados y desaparecidos. Los distintos tipos de enfermedades tanto físicas como psicológicas, la característica hostil del teatro de operaciones y la falta de agua y buena alimentación produjeron el mayor porcentaje de bajas y afectaron la salud de los soldados sobrevivientes, a muchos de por vida.
El enfrentamiento consumió ingentes recursos económicos de ambos países, de por sí muy pobres. El Paraguay abasteció a su ejército con la gran cantidad de armas y equipos capturados en distintas batallas. Terminada la guerra, algunos excedentes los vendió a España (Decreto-ley 8406, 15 de enero de 1937). 
El cese de las hostilidades se acordó el 12 de junio de 1935. Bajo la presión de los Estados Unidos, por un tratado secreto firmado el 9 de julio de 1938, el Paraguay renunció a 110 000 km² ocupados por su ejército al cese de las hostilidades.
El Tratado de Paz, Amistad y Límites se firmó el 21 de julio de 1938. El 27 de abril de 2009, 74 años después de finalizado el enfrentamiento bélico, los presidentes Evo Morales (de Bolivia) y Fernando Lugo (del Paraguay) firmaron en Buenos Aires el acuerdo definitivo de límites territoriales del Chaco Boreal. El acto se realizó en presencia de la presidenta Cristina Fernández de Kirchner (de Argentina), previa aceptación por parte de sus respectivos cancilleres del Acta de cumplimiento y ejecución del Tratado de paz, amistad y límites entre Bolivia y Paraguay de 1938. La zona en litigio quedó dividida en una cuarta parte bajo soberanía boliviana y tres cuartas partes bajo soberanía paraguaya. Bolivia recibió una zona a orillas del alto río Paraguay.

## Posguerra del Chaco (1935-1954)

### Inestabilidad política
Durante el corto periodo de la posguerra del Chaco (que cesó hostilidades en 1935), hasta el inicio del gobierno de Alfredo Stroessner (en 1954), se puede resaltar un periodo de gran inestabilidad política: hubo por lo menos diez presidentes (la mayoría 'de factos')  en menos de veinte años, y una guerra civil paraguaya que conllevó a la muerte de alrededor de treinta mil paraguayos, y cientos de miles de exiliados que emigraron al exterior.
Algunos de ellos, como Eusebio Ayala (presidente durante la guerra del Chaco entre 1932-1936) fue depuesto en la Revolución del 17 de febrero de 1936, conocida como la 'Revolución Febrerista'. Rafael Franco que gobernó un año y medio aproximadamente luego de Ayala, quien había sido presidente por un golpe de Estado y luego depuesto también por un golpe de Estado. Félix Paiva, que gobernó alrededor de dos años. José Félix Estigarribia, que gobernó unos meses antes de su trágica muerte en un accidente aéreo. Higinio Morínigo, que gobernó alrededor de ocho años (durante su mandato se desarrolló la II guerra civil paraguaya en 1947). Otros como Juan Manuel Frutos, Juan Natalicio González, Raimundo Rolón, Felipe Molas López, Federico Chaves, Tomas Romero Pereira, gobernaron apenas varios meses, siendo derrocados por golpes de estados o simplemente designados de forma provisional por el Congreso.Un dato curioso es que entre el 4 y el 8 de mayo de 1954, el cargo de presidente estaba vacante. Es decir, durante esos días, el Paraguay estaba sin presidente.
En 1939 el presidente José Félix Estigarribia respondió a un estancamiento político al disolver el Congreso y se declaró favorable dictador. Para dramatizar el deseo de su gobierno para el cambio, que desechó la Constitución y promulgó una nueva Constitución en julio de 1940, que estuvo vigente hasta 1967. Esta constitución refleja la preocupación de Estigarribia para la estabilidad y el poder y por lo tanto siempre por un estado extremadamente de gran alcance. 

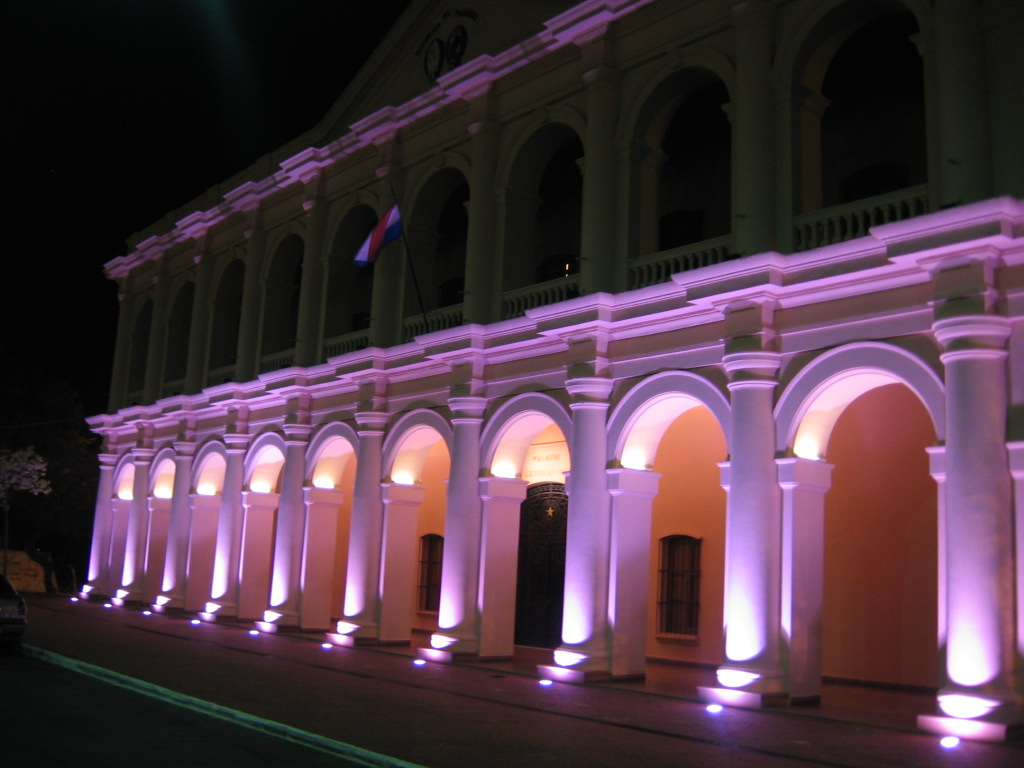
Cabildo de Asunción, ex-Parlamento, actual Centro Cultural de la República.

En 1940, pocos años después del cese de hostilidades con Bolivia, el dictador Higinio Morínigo suspendió la constitución y prohibió los partidos políticos. La resistencia a su mandato tomó la forma de revueltas estudiantiles y huelgas generales. La victoria aliada en la II Guerra Mundial en 1945 convencen a Morínigo de liberalizar su régimen. En 1946, tras la expulsión del gobierno de los sectores más cercanos al Eje Nazi, devolvió la libertad de expresión al pueblo, permitió el retorno de los desterrados políticos y formó un gobierno de coalición entre el Partido Colorado y el partido Concentración Revolucionaria Febrerista, en lo que se conoce como la primavera Democrática que duró 6 meses.

### Segunda guerra civil
Durante su gobierno, entre agosto y septiembre de 1946, tras la expulsión del gobierno de los sectores más cercanos al Eje nazi, se forma un gobierno de coalición entre el Partido Colorado y el Partido Revolucionario Febrerista, llamado la "Primavera Democrática" que duró 6 meses. Caracterizada entre otras cosas por multitudinarias manifestaciones ciudadanas en el centro de Asunción, y el retorno al país del coronel Rafael Franco, del líder liberal José Patricio Guggiari, de dirigentes comunistas como Oscar Creydt y de otras figuras inminentes. 
El 12 de enero de 1947 Morínigo realizó un autogolpe al colocar a miembros de la Asociación Nacional Republicana (Partido Colorado) en los puestos de ministros de su gobierno, expulsando del gobierno al Partido Febrerista, con lo cual se relegó a los militares, y también a otros partidos políticos. Esto fue el detonante para el inicio de la segunda guerra civil paraguaya que enfrentó a dicho partido contra liberales, febreristas, comunistas e independientes; y que se inició formalmente el 8 de marzo de 1947 con la insurrección de los militares de la Primera División de Concepción.  
El Partido Colorado aprovechando las grandes diferencias sociales existentes, promovió la participación de los pynandí («pies descalzos») logrando la victoria. Finalmente, luego de varios meses de batallas, con ayuda de Juan Domingo Peron, al contar con mejores recursos y con la participación del campesinado colorado a su favor (entre otros motivos), le permitieron ganar la contienda, que terminó formalmente el mismo año, en fecha 20 de agosto.  
A partir de entonces se consolidó la hegemonía del Partido Colorado, que finalmente llevaría al poder al entonces coronel Alfredo Stroessner. El sistema imperante durante el periodo 1947-1962 fue de partido único, siendo el Partido Colorado el único legal. El resultado de esta guerra civil dejó alrededor de 30 000 muertos, entre militares y civiles. También se dio un gran pico de emigración a países vecinos, como la Argentina.
No obstante, fue derrocado del gobierno vía golpe de Estado militar, el 3 de junio de 1948, siendo sustituido por el presidente del Poder Judicial Dr. Juan Manuel Frutos del Partido Colorado; cuando ya existía un presidente electo y solo le faltaban meses para cumplir con sus 5 años de gobierno. Con el fin del régimen, Morínigo fue el tercer presidente que más tiempo se mantuvo en el poder, solo por detrás de Alfredo Stroessner y Carlos Antonio López. Posteriormente, fue exiliado a la Argentina hasta 1954, año en que retornó al país.

## Dictadura de Alfredo Stroessner (1954-1989)

### Inicios y reelecciones posteriores
El 4 de mayo de 1954, ya nombrado general, Stroessner dio un golpe de Estado con la finalidad de "mantener el orden". Dado el interés en revestir legalmente dicho acto, la Junta de Gobierno del Partido Colorado, en su sesión del 5 al 8 de mayo, resolvió la necesidad de informar al entonces Presidente de la República, Federico Chaves, de la necesidad y conveniencia de presentar su renuncia (lo cual efectuó), designar al General Stroessner como candidato del partido para el periodo constitucional restante (1953-1958), y establecer el 15 de agosto como fecha de Asunción del cargo por parte del nuevo Presidente. En esta fecha, la Asamblea Nacional, compuesta solo por colorados, aceptó por unanimidad el nombramiento, y Stroessner asumió formalmente la Presidencia. 
En la década de 1950, se experimentaba una gran desigualdad social, tal que más del 6% de la población paraguaya estaba compuesta por peones rurales campesinos, mientras que sólo 1500 propietarios eran los dueños del 85% de las tierras cultivables. Por otra parte, la industria paraguaya era casi inexistente, y sólo se elaboraban algunos bienes derivados de la producción agropecuaria. Stroessner heredó una economía agrícola primaria, un sector industrial casi inexistente. y un reducido mercado interno -ya que en aquella época Paraguay contaba apenas con poco más de 1 000 000 habitantes, lo que desalentaba los negocios industriales. 
En este escenario se introducen varias reformas económicas sobre todo para el desarrollo de infraestructuras (construcción de rutas e instituciones, entre otros), y a fin de alentar al sector agropecuario se crearon colonias agraria, encauzando su proceso de reforma en base al bienestar rural, aunque en la práctica la reforma no logró sus propósitos, razón por la que la pobreza rural siguió en aumento.
Stroessner recibió a un país atrasado, con privaciones económicas y en medio de una crisis política debido a seguidos años de confrontaciones políticas entre distintos grupos, golpes de estados, etc. Modificó totalmente la naturaleza de la política paraguaya de entonces, al controlar al Partido Colorado, delimitar el rol de la oposición, y complacer a las Fuerzas Armadas. En una nación con suficientes figuras históricas, Stroessner se convirtió prácticamente en el símbolo del Paraguay: ciudades, calles, edificios, la moneda, los sellos postales, todo tenía impreso su nombre. Cuando diversos grupos intentaron llegar al poder, Stroessner terminaba con sus ambiciones ya sea controlando o cooptando a sus líderes. Posteriormente promulgó leyes para realizar persecuciones a quienes se oponían a su gobierno, alcanzando uno de los peores registros de violaciones a los derechos humanos en América Latina.  
Durante el gobierno de Stroessner, la tasa promedia de crecimiento del producto interno bruto (PIB) fue del 5,17%. En 1959 y 1960, así como en 1982 y 1983 se tuvieron tasas negativas por los efectos de crisis internacionales. Con la construcción de Itaipú se llegó a tener una tasa récord máxima de crecimiento único para el Paraguay de 14% en 1977 y de más del 10% en los sucesivos años. 
Un factor notorio desde la década de los sesenta fue la aparición de varias empresas monopólicas estatales en rubros estratégicos de servicios públicos tales como: INC (Industria Nacional del Cemento), ACEPAR (Aceros del Paraguay), CORPOSANA (Corporación de Obras Sanitarias, -actual Empresa de Servicios de Sanitarios del Paraguay "ESSAP"-), Flota Mercante (Flota Naviera Nacional para Transporte de Mercaderías), LAP (Líneas Aéreas Paraguayas -actual aerolínea TAM brasileña-), CALT (Compañía Americana de Luz y Tracción, -actual ANDE - Administración Nacional de Electricidad-), APAL (Administración Paraguaya de Alcoholes -actual Cañas Paraguayas S.A. "CAPASA"-), entre otros. 
El 9 de febrero de 1958, respaldado por el Partido Colorado y como candidato único, volvió a ser elegido presidente constitucional. En 1959, Stroessner disolvió la Cámara de Representantes, compuesta solamente por colorados, y convocó elecciones generales. A partir de 1962 y hasta 1989 el sistema pasó a ser de pluralismo restringido. En 1967, el general-presidente convocó una Convención Nacional para crear una nueva constitución, permitiendo a los partidos febrerista y liberal formar parte de dicha convención. 
En 1963, Stroessner juró su tercer mandato. En 1968 se produjo la reelección de Stroessner, que juró su cuarto mandato el 16 de agosto. El sistema electoral vigente en las elecciones del 63 era el de mayoría con prima, consistente en la adjudicación de 2/3 de los escaños al partido que hubiese ganado la mayoría simple de votos. En 1977 fue necesario hacer una enmienda a la Constitución para poder reelegir al presidente sucesivamente y de forma vitalicia. En 1983 se celebraron elecciones generales, saldadas con un nuevo triunfo de Stroessner, que fue reelegido con el 90% de los votos.
Más allá del respaldo financiero que recibió de Estados Unidos -que apoyaba su lucha anticomunista-, su régimen se caracterizó por la corrupción y el reparto de favores entre lo que se conocía como "la trilogía": el gobierno, el Partido Colorado y las Fuerzas armadas. El contrabando -favorecido geográficamente por la ubicación de Paraguay, entre Brasil, Argentina y Bolivia- se convirtió en una de las principales fuente de ingresos. Desde alcohol y drogas hasta autos y animales exóticos. Algunos estiman que el volumen del contrabando triplicaba la cifra oficial de exportaciones. Y Stroessner usaba parte de ese dinero, además de tajadas de las grandes obras de infraestructura y la entrega de tierras, para comprar la lealtad de sus oficiales, muchos de los cuales amasaron enormes fortunas y grandes latifundios.
La concentración de riqueza y de tierra en manos de unos pocos convirtió a Paraguay en el país más desigual del planeta. Organizaciones humanitarias como Oxfam y Amnistía Internacional han denunciado que sigue teniendo uno de los índices de concentración de tierra más elevados de América Latina. El 1,6% de la población es dueña del 80% del suelo, de acuerdo con Oxfam. Y, según este organismo, el stronismo es directamente responsable: entre 1954 y 1989 se distribuyeron unas 8 millones de hectáreas de forma irregular entre amigos del poder, señala. Eso representa un tercio de los terrenos arables.

### Crisis económica y golpe de Estado
A lo largo de 1986, y en los primeros meses de 1987, los componentes del ala radical del Partido Colorado se manifestaron varias veces como partidarios de que el general Stroessner, con sus setenta y tres años, se presentara otra vez para un nuevo mandato presidencial, que se iniciaría en 1988. Otra rama del partido propuso la candidatura de su hijo Gustavo, de cuarenta y dos años, teniente coronel de la Fuerza Aérea. El 14 de febrero de 1988, el general Stroessner fue nuevamente reelegido, por séptima vez.
Se creó un vínculo de poder entre la Asociación Nacional Republicana, las Fuerzas Armadas y el Gobierno, quedando el general como eje de ese triángulo: Jefe del Ejecutivo, Comandante en Jefe de las Fuerzas Armadas y Presidente Honorario del Partido Colorado.
En la noche del 2 y 3 de febrero de 1989, se produjo el golpe de Estado protagonizado por el general Andrés Rodríguez, comandante del I Cuerpo de Ejército, y consuegro del general Stroessner. Con él terminaba la más larga dictadura paraguaya. Tras disolver el Parlamento stronista, el general Rodríguez convocó a elecciones para el 1 de mayo y anunció la legalización de todos los partidos, exceptuando el comunista.

## Época democrática (1989-presente)

### Gobierno de Andrés Rodríguez Pedotti (1989-1993)

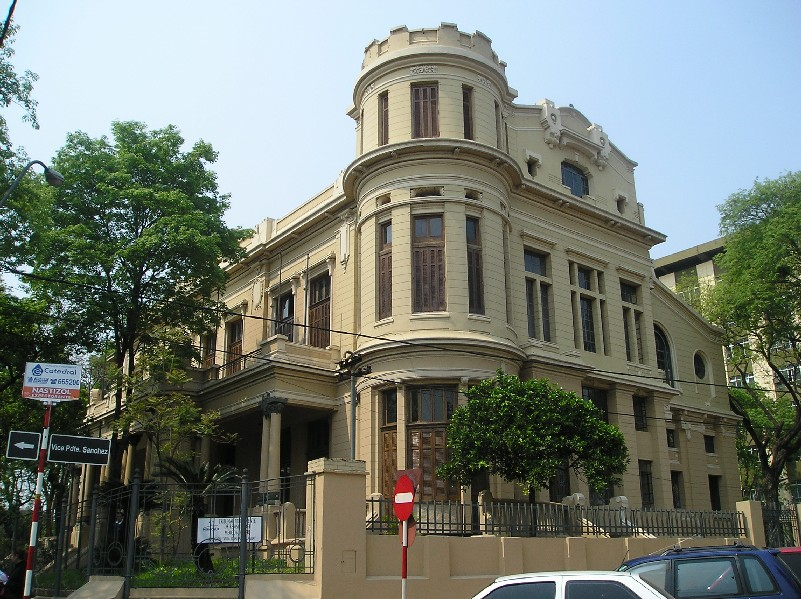
Tribunal Permanente de Revisión del Mercosur en Asunción. En el auditorio del BCP en esta ciudad, se firmó en 1991 el Tratado para la constitución del Mercado Común del Sur (Mercosur).

Para sorpresa de todos los sectores políticos y sociales, inclusive de su propio partido, que lo asociaban con su consuegro y socio comercial (el derrocado dictador) y pensaban que solo se trataba de un cambio de mano. Rodríguez gobernó unos pocos meses, con mano firme, solo para cumplir su promesa de llamado a elecciones (promesa que nadie había pensado que cumpliría). Rodríguez abolió la pena de muerte, retiró la ley marcial que regía desde hacía más de 30 años ininterrumpidamente, legalizó los partidos de oposición y encarceló a Stroessner (y algunos miembros de su gobierno). 
Menos de tres meses después del golpe, convocaba a elecciones generales pluralistas el lunes 1 de mayo de 1989, En estas, desarrolladas con libertad y respeto y con participación de todos los partidos, ya legalizados, el Partido Colorado, que lo postuló como candidato, ganó por el 74,3% de los votos, después de 35 años de elecciones de la época de Stroessner, quien obtenía regularmente más del 95% de los votos. 
El 1 de mayo de 1989, el candidato del Partido Colorado, el presidente provisional Andrés Rodríguez, consiguió el 74,1% de los votos en la elección presidencial. Convocada por su gobierno, la Constitución de 1992 estableció un sistema democrático de gobierno.
En marzo de 1991 en la ciudad de Asunción, pocos años después de la caída de la dictadura Stronista -que duró casi 35 años-, se firma el Tratado de Asunción entre los países de Argentina, Brasil, Uruguay y Paraguay, tratado que da origen al Mercado Común del Sur (MERCOSUR)
En junio de 1992 comenzó la Asamblea Nacional Constituyente que finalmente promulgó una nueva Constitución (que rige actualmente), que reemplazaba a la del 1967, diseñada por Stroessner. El golpe de Estado tuvo el respaldo del gobierno de Estados Unidos, como de varios otros sectores populares opositores al régimen de Stroessner, e incluso de la Iglesia católica.
En diciembre de 1992 en una comisaría de la ciudad de Lambaré, se hallan documentos redactados durante la década de 1970-1980, referentes a la Operación Cóndor, en el que estaban involucrados los gobiernos de Paraguay, Argentina, Brasil, Chile y Uruguay y Estados Unidos. Contenían diversos informes sobre intercambio y traslado de presos políticos, espionaje y control de actividades civiles; al punto que existen informes de reuniones familiares o de simples charlas de amigos. Además se mencionan sesiones de torturas por los más diversos medios aberrantes, así mismo como secuestros, desapariciones, asesinatos, exiliados, etc.

### Gobierno de Juan Carlos Wasmosy Monti (1993-1998)
En 1993 se celebraron nuevos comicios presidenciales, en los que también triunfó el candidato del Partido Colorado, Juan Carlos Wasmosy, que se convirtió en el primer civil en llegar a la jefatura del Estado tras cuarenta años de gobiernos militares. 
Durante su mandato hubo dos graves crisis financieras, a mediados de 1995 y 1997, con la intervención de varios grandes bancos importantes de la época por parte del Banco Central del Paraguay (por agudos problemas de liquidez), que eliminaron del mercado casi la totalidad de las empresas financieras locales, sobreviviendo casi exclusivamente las entidades financieras de origen extranjero. Estas, sin embargo, terminarían retirándose del país en los siguientes años. 
Se diezmó el sistema financiero regulado que hizo quebrar a más del 50% de las compañías bancarias y financieras de la época. El costo total final de las crisis ha sido estimado entre 10 y 12 % del PIB y para cubrirlo fueron promulgadas dos leyes. Mucha gente perdió sus depósitos y muchas zonas del país quedaron sin servicios bancarios.
El 22 de abril de 1996, se desató una crisis política en Paraguay, la de mayor relevancia a pocos años de la caída de la dictadura de Alfredo Stroessner, en el que el entonces General del Ejército Lino Oviedo tenía intenciones de encabezar un golpe de Estado contra el entonces primer presidente civil del Paraguay tras la dictadura, Juan Carlos Wasmosy (ANR). El motivo es que Wasmosy convocó al Gral. Lino Oviedo para comunicarle su pase a retiro. Sin embargo Oviedo desoyó la orden, se atrincheró en su cuartel y amenazó con hacer un golpe de Estado a menos que el mandatario renunciara. Esto provocó que miles de personas, principalmente jóvenes, salieran a las calles ese mismo día a manifestarse por considerarse un "atropello a la democracia".
La designación de Oviedo como ministro de Defensa el 24 de abril -con el fin de calmar las aguas en relación con la amenaza de Oviedo-, encrudeció las manifestaciones, quienes copaban las plazas frente al Congreso (actual Cabildo) y hasta inclusive el Palacio de los López, pidiendo cárcel para Oviedo y la renuncia de Wasmosy. Finalmente, cerca del mediodía del 25 de abril, Wasmosy, dejó sin efecto la designación de Oviedo como ministro de Defensa, bajo fuerte presión política, diplomática y popular, de la ciudadanía en general, gobiernos regionales y principalmente del gobierno de Estados Unidos. 
Wasmosy alejó del ejército al Gral. Lino Oviedo ―segundo del general Andrés Rodríguez Pedotti en el golpe de 1989― bajo la acusación de querer encabezar un golpe en su contra, sin presentar sin embargo cargo judicial alguno. Sin embargo, en 1997, después que el Gral. Oviedo ganara las elecciones internas presidenciales del Partido Colorado, lo hizo enjuiciar y encarcelar por un tribunal Militar por dicho crimen, quitándole las posibilidades de competir y ganar la presidencia.

### Gobierno de Raúl Cubas Grau (1998-1999)
La Condena de Oviedo lo inhabilitó para las elecciones presidenciales del 1998 y según las leyes del país, ocupó su lugar su candidato a Vicepresidente, el Ingeniero Raúl Cubas Grau. Sin embargo, como las elecciones ya estaban realizadas, como candidato a Vicepresidente fue designado el Dr. Luis María Argaña, rival político de Oviedo (acababa de perder las internas del Partido ante él) y para entonces aliado de Wasmosy. Este sistema permitió que finalmente, la fórmula presidencial fuera compuesta por Cubas para Presidente y su principal enemigo (Argaña, por ser el siguiente candidato más votado de su partido) para Vicepresidente.
Cubas triunfó en las elecciones con el 54% de los votos y tres días después de haber asumido el cargo presidencial indultó a Oviedo librándolo de la cárcel, a pesar de una ley aprobada en los últimos días del gobierno saliente, que intentó cortar esa posibilidad.
Esto, sumado al hecho de que el Argañismo había combatido todo el tiempo al sector Oviedista, motivó que el nuevo gobierno diera poca o nula importancia a dicho sector en la nueva administración. Esto motivó un fuerte descontento en el mismo, que si bien había perdido por pocos votos la candidatura a la presidencia, mantenía casi la mitad de los votos colorados en el Parlamento.
Los colorados argañistas y wasmosistas y los partidos de oposición (opositores a Oviedo por ser militar y por el de golpe de Estado) contestaron fuertemente el hecho y obtuvieron a través de la Corte Suprema una anulación del indulto que Cubas no acató.
El después llamado marzo Paraguayo se origina con el asesinato del vicepresidente Luis María Argaña por parte de un comando paramilitar, el 23 de marzo de 1999. La oposición inculpó del hecho al Gral. Oviedo, quien había amenazado en varios discursos previos que su libertad no estaba bajo discusión alguna y desautorizaba absolutamente al Poder Judicial paraguayo.
La muerte de Argaña provocó una serie de manifestaciones de opositores y adherentes a Oviedo y al gobierno de Cubas, que desembocó en acontecimientos en que murieron siete manifestantes contrarios al gobierno, la víspera de la votación del Juicio Político, lo cual produjo finalmente la renuncia de Cubas a la presidencia, a fin de evitarlo, y su casi inmediata salida al exilio. Mientras el Gral. Lino Oviedo solicitó asilo político al gobierno argentino del presidente Carlos Menem y este le concede el estatus de Asilado Político.

### Gobierno de Luis Ángel González Macchi (1999-2003)
Luego del marzo paraguayo, con la muerte de Argaña -vicepresidente- y posterior renuncia de Cubas -presidente-, González Macchi, que era entonces presidente del Congreso, el 28 de marzo de 1999 jura como presidente de la República del Paraguay para completar el periodo dejado por Cubas (1998-2003) por el orden de sucesión establecido en la Constitución del 1992. Su gobierno se caracterizó por un gran grado de inoperancia, inestabilidad política (p.ej el Golpe de Estado en el 2000), gran impopularidad y descoordinación a todos los niveles, además de graves denuncias de malos manejos y corrupción. Llegó a tanto el nivel de corrupción y denuncias, que se descubrió que el automóvil presidencial era un vehículo robado en Brasil. En diciembre de 2006 fue condenado a 8 años de cárcel por enriquecimiento ilícito y declaración falsa.
El 18 de mayo de 2000, tropas leales al exgeneral Lino Oviedo se sublevaron contra el gobierno de Luis González Macchi, produciéndose un nuevo intento de golpe de Estado fallido en Asunción. Los insurgentes tomaron el regimiento de la Caballería, el cuartel de la policía, la Fuerza de Operaciones Policiales Especiales (Fope), el Canal 13 de televisión y Radio Cardinal. Algunos de los tanques blindados que recorrían las calles del centro asunceno, dispararon contra el edificio del Congreso Nacional. 
La confusión reinante en Asunción no permitía saber si se trataba de tanques leales al gobierno o a los rebeldes, posteriormente se descubrió que eran de los rebeldes. La sublevación estuvo dirigida por unos 50 militares retirados a quienes acompañan oficiales de menor rango en el llamado "Movimiento Patriótico Teniente Coronel Fulgencio Yegros". Posteriormente se supo que la misma debía recibir apoyo de hombres armados que saldrían de la Comandancia de la Policía, luego del bombardeo, pero esto nunca sucedió. La tanqueta no podía avanzar sola y quedó el plan en la nada. Posteriormente el presidente declaró el estado de sitio por al menos treinta días.
La economía paraguaya durante fines de la década de 1990 y comienzos de la década de 2000, fue de las peores registradas en los últimos años de aquel entonces, siendo la última gran crisis durante la década de los 1980 en plena dictadura stronista. La variación del PIB entre 1996 y 2002 fue apenas de 0,2%, con una pobreza que alcanzaba a casi la mitad de la población. Sumido en una gran crisis financiera que ya databa desde el 1995, en el que quebraron gran parte de los servicios financieros del país; y gran inestabilidad política con los fallidos golpes de Estado en abril de 1996 contra Wasmosy, en mayo de 2000 contra González Macchi, y el marzo paraguayo de 1999. En febrero de 2003, la S&P rebajó la calificación de Paraguay y lo declaró en impago selectivo. En este periodo fueron muchas las empresas estatales que tuvieron un proceso de privatización muy irregular, suscitando fuertes sospechas sobre hechos de corrupción. Entre ellas fueron liquidados la Flota Mercante, Línea Aéreas Paraguayas, El Ferrocarril y Acepar.

### Gobierno de Nicanor Duarte Frutos (2003-2008)
En las elecciones nacionales de 2003, es elegido Nicanor Duarte Frutos, candidato del Partido Colorado. El presidente llegó a un acuerdo con los partidos opositores para una renovación de la Corte Suprema de Justicia y la reforma del Estado, pero dicho acuerdo fue roto debido a que la estructura del estado no fue transformada y los hechos de corrupción continuaron de la misma forma en que se dieron durante el gobierno de Luis Ángel González Macchi.
El 1 de agosto de 2004, alrededor del mediodía, ocurre la mayor tragedia civil en la historia del Paraguay (en tiempos de paz), con el incendio del supermercado Ycuá Bolaños: Botánico, ubicado en el barrio Trinidad de la ciudad de Asunción, en el que el saldo final fue de más de 300 fallecidos y similar cantidad de heridos. Según el informe policial, los dueños del súper ordenaron el cierre de las puertas al momento del incendio para evitar robos, en el que muchas personas perecieron. Fueron enjuiciados los propietarios y guardias del local, el arquitecto de la obra, y los funcionarios municipales encargados de fiscalizar las obras. Curiosamente, al mes siguiente, es secuestrada y posteriormente asesinada Cecilia Cubas, la hija de Raúl Cubas -expresidente de la República entre 1998-1999- por un grupo guerrillero que en aquel entonces pertenecían al brazo armado de Patria Libre, un movimiento de extrema izquierda (varios de sus miembros fundadores del actual Ejército del Pueblo Paraguayo, fundado en 2008).
En el orden económico, el gobierno de Duarte Frutos logró un repunte de la economía paraguaya y un crecimiento del PIB, iniciando una recuperación de la crisis económica del país. Sin embargo, a comienzos de 2006 se da una nueva crisis política, debido a una controvertida resolución de la Corte Suprema de Justicia, que habilitaba a Duarte Frutos a ejercer la presidencia del Partido Colorado. Posteriormente Duarte Frutos inicia una fallida campaña para modificar la Constitución con el fin de lograr la reelección.
El Ejército del Pueblo Paraguayo se formaliza oficialmente en el año 2008, grupo insurgente con su zona de influencia actualmente en la zona norte de la Región Oriental del país. Sus orígenes se remontan en la década de 1990, sin embargo empieza a actuar ferozmente a comienzos de la década de 2000, como el brazo armado de Partido Patria Libre en aquel entonces, hasta el secuestro de Bordón de Debernardi y Cubas, y con varios de sus dirigentes políticos prófugos o encarcelados.

### Gobierno de Fernando Lugo Méndez (2008-2012)
En 2008, las elecciones dejaron como presidente de Paraguay al ex obispo Fernando Lugo. Estos resultados en las elecciones tuvieron como consecuencia la salida del Partido Colorado de la presidencia de la República, tras 61 años al mando del país. Sin embargo, el Partido Liberal (Socio mayoritario y principal en la coalición partidaria que lo llevó a la Presidencia en 2008) se va distanciando cada vez más del Presidente Lugo, al no ejercer la participación exigida por ellos dentro del Gobierno.
En ese contexto, se ha generado una crisis política, en la que fue depuesto Lugo en juicio el 22 de junio de 2012. Las reacciones internacionales han denunciado dudas de la transparencia del proceso, especialmente Unasur, que aplica una sanción "política" al Paraguay negando su participación en las decisiones tomadas por este órgano hasta tanto dure la "situación". Igualmente, el Mercosur excluye al Paraguay en la toma de decisiones hasta tanto sea corregido el así llamado golpe parlamentario, que podría darse en el espacio de tiempo entre la elección del nuevo presidente y su asunción.

### Gobierno de Federico Franco Gómez (2012-2013)
Seis meses luego de la masacre el dirigente Vidal Vega, que conducía una investigación paralela, fue asesinado por sicarios enmascarados. Según él, serían “infiltrados” los que desencadenaron el tiroteo, disparando al mismo tiempo contra los campesinos y contra la policía. De acuerdo con Hugo Richert, exministro de Acción social, “el episodio pudo haber sido preparado como para contar con un motivo perfecto para destituir al presidente. Y a pesar de la presión ciudadana, el procurador solo ha investigado en una única dirección: según él los campesinos tendieron una emboscada a los policías".

### Gobierno de Horacio Cartes Jara (2013-2018)
Las elecciones del 2013 anuncian como ganador al candidato del Partido Colorado, Horacio Cartes. Con Cartes, el partido colorado vuelve al poder luego de 4 años. El gobierno de Horacio Cartes, en líneas generales, se resalta una estabilidad macroeconómica.  La ley de Transparencia (Acceso a la información pública), la elevada inversión en obras públicas de infraestructura (como la creación de viviendas populares, y con más de mil kilómetros de rutas asfaltadas -la mayor en la era democrática-) fueron sus grandes logros. Sin embargo tuvo falencias en los aspectos sociales relacionados con la pobreza, salud y educación, y el aumento de la deuda externa.
A finales de su gobierno, el 31 de marzo de 2017, estalla una crisis política, conocida como el "segundo marzo paraguayo" o "marzo paraguayo de Cartes". Las manifestaciones ocurrieron en respuesta a una enmienda constitucional que permitiría al presidente de Paraguay Horacio Cartes postularse a la reelección presidencial (considerado una violación a la constitución), en el que los manifestantes llegaron inclusive hasta incendiar el edificio del Congreso de Paraguay, además de decenas de heridos y hasta un muerto, luego de recibir un disparo de escopeta por parte de la policía.

### Gobierno de Mario Abdo Benítez (2018-2023)
En abril de 2018, Mario Abdo Benítez (ANR) ganó las elecciones generales para presidente al derrotar a Efraín Alegre (GANAR) con el 46,46 % de los votos contra 42,73 %, en medio de unas reñidas elecciones, con una participación general del 61,40 % de la ciudadanía. Desde el 15 de agosto de 2018, Mario Abdo Benítez asume la presidencia del país.

## Cronología
- Período precolonial (¿?-1524): Abarca toda la historia de los pueblos precolombinos que habitaban el Paraguay y sus inmediaciones, desde su instalación en el continente hasta la llegada de Alejo García y Sebastián Gaboto al Paraguay, en 1524.

- La Colonia (1524-1717): Desde la expedición de García y Gaboto, pasando por los siguientes eventos de singular importancia:
  - Fundación de Asunción: Que sería el principal enclave de la Conquista Española. De Asunción partirían la mayor parte de las expediciones que fundarían, entre otras villas, a las posteriores ciudades y capitales del Río de la Plata y las costas, hoy brasileñas, del sur.
  - Primera Revolución Comunera: Primer levantamiento popular en todo el continente, ocurrido por discrepancias entre Alvar Núñez Cabeza de Vaca y Domingo Martínez de Irala en 1537, con posterioridad a la Fundación de Asunción.
  - Nacimiento de Hernandarias: Criollo paraguayo, principal colonizador de la primera etapa de la Conquista, nacido en Asunción de padres españoles, fueron sus expediciones junto a las de Juan de Garay las que restablecieron el dominio de la Corona en las nacientes del Plata, fundarían Buenos Aires en 1580, las primeras ciudades del Uruguay y llegaría, inclusive, a las Islas Malvinas.
  - Establecimiento de las Misiones Jesuíticas Guaraníes: todas bajo control de la Gobernación del Paraguay hasta la expulsión de la orden jesuita, empezaron a crearse en San Ignacio Guazú en 1609.

- Período preindependiente (1717-1810): Se inicia desde la Segunda Revolución Comunera y finaliza con la Discurso de Independencia del Dr. Francia. Tiene varios eventos históricos trascendentales, entre los que se destacan:
  - Segunda Revolución Comunera: El segundo levantamiento popular del continente, iniciado a causa de los abusos de autoridad del gobernador Diego de los Reyes Balmaceda. Las frases de los rebeldes, liderados por José de Antequera y Castro y Fernando de Mompox (con su proclama "El Pueblo Unido Jamás será Vencido"), con los auspicios del Fray Bernardino de Cárdenas (quien alentaría la rebelión diciendo "Vox Populi, Vox Dei", la voz del pueblo es la voz de Dios). La Segunda Revolución Comunera de los Paraguayos es considerada como el "Grito Precursor de la Independencia Americana", antecediendo a las rebeliones encabezadas por Túpac Amaru II y a la Revolución de Independencia de Estados Unidos.
  - Guerras Guaraníticas: Las guerras que el Ejército Colonial Paraguayo, con colaboración estrecha de los indígenas guaraníes y los jesuitas, liderados todos por el español Pedro de Ceballos, vencieron a los invasores portugueses y sus aliados británicos entre 1754 y 1756 e incluso, las Expediciones Militares, también vencedoras, del mismo Ceballos que se hicieron hasta 1777 con tropas de Buenos Aires y Paraguay.
  - Expulsión de la Compañía de Jesús: iniciada en 1767.
  - Creación del Virreinato del Río de la Plata: En 1776, la provincia del Paraguay pasa a integrar el virreinato del Río de la Plata.
  - Invasiones Inglesas: que se efectuaron en dos ocasiones (1806 y 1807). El Ejército Colonial del Paraguay comandado por el teniente coronel José Antonio Yegros, padre del entonces capitán y futuro prócer Fulgencio Yegros, quien también participó de los conflictos, apoyó a la Corona con una contribución de entre 800 a 2500 hombres, la mejor tropa de la Colonia por su experiencia contra los portugueses.
  - Discurso de Independencia: acaecido en el Congreso del 24 de julio de 1810 con el discurso de José Gaspar Rodríguez de Francia:

"Esta asamblea no perderá su tiempo debatiendo si el cobarde padre o el apocado hijo es el rey de España (...) Ninguno de ellos es ya rey del Paraguay (...) La única cuestión que debe debatirse en esta asamblea y decidirse por mayoría de votos es cómo debemos defender y mantener nuestra independencia contra España, contra Lima, contra Buenos Aires y contra el Brasil".
Doctor Francia en el Congreso General del 24 de julio de 1810 en (Vittone, 1960, p. 13/14)

- - Invasión Porteña al Paraguay: El ejército de la provincia del Paraguay, al mando de Bernardo de Velasco y Atanasio Cabañas derrota al general Manuel Belgrano en su intento de someter a la provincia a la junta de Buenos Aires. El ejército invasor fue vencido el 19 de enero de 1811 en la Batalla de Paraguarí y capituló el 9 de marzo tras la Batalla de Tacuarí

- Independencia y Primera República del Paraguay (1810-1870): Que se establece tras la derrota de la Invasión Porteña al Paraguay, la Revolución de mayo de 1811 y el nacimiento de la República del Paraguay. Finaliza con el establecimiento del Triunvirato del Paraguay el 15 de agosto de 1869 y la muerte de Francisco Solano López en Cerro Corá, el primero de marzo de 1870. Los eventos importantes se citan:

- - Revolución de Mayo: Levantamiento de los Próceres Paraguayos contra el dominio español el 14 y 15 de mayo de 1811. Se establece la Primera República Independiente del Sur en el Congreso del 12 de octubre de 1813.
  - Gobierno de Gaspar Rodríguez de Francia: Luego de varios gobiernos provisorios, triunviratos, Juntas Gubernativas y Consulados, el Congreso de octubre de 1814 elige democráticamente al Dr. José Gaspar Rodríguez de Francia como Dictador Temporal del Paraguay, posición que se tornaría Perpetua en iguales condiciones el 30 de mayo de 1816. El gobierno de Francia concluyó con su muerte, el 20 de septiembre de 1840.
  - Gobierno de Carlos Antonio López y Francisco Solano López: A la muerte del "Supremo" se sucedió un interregnum, similar a lo acaecido en el establecimiento de la Independencia y Primera República. Luego, en el Congreso del 13 de marzo de 1844 es elegido el Doctor Carlos Antonio López como Presidente del Paraguay. Con ayuda de su hijo, el futuro Mariscal, continuó el trabajo del Dr. Francia y construyeron a la nación más floreciente de América del Sur.
  - Guerra de la Triple Alianza: Durante la presidencia de Francisco Solano López (electo en el Congreso del 10 de septiembre de 1862 tras la muerte de su padre). El conflicto bélico más devastador de América Latina, se inició a causa de la Invasión Brasileña al Uruguay, la que, pensó López, ponía en riesgo al Paraguay. La guerra concluye con la total devastación del país y la caída de la Primera República el 15 de agosto de 1869, con el establecimiento del Triunvirato y la muerte del Mariscal López en Cerro Corá.

- Muerte de López y la Segunda República del Paraguay (1870-actualidad): Se inicia desde el Triunvirato del 15 de agosto de 1869 en adelante, siendo el primer presidente electo Cirilo Antonio Rivarola. A la Primera República del Paraguay se la conoce como "Patria Vieja". Al Paraguay posterior a la muerte del Mariscal López (la Segunda República) se conoce como "Patria Nueva", que oficialmente se inicia desde la proclamación de la Constitución Nacional de 1870. Destacan en este período:
  - Período de Entre-Guerra: Desde la presidencia de Cirilo Antonio Rivarola hasta el gobierno de Eusebio Ayala. Se destaca por las constantes revueltas, rebeliones y levantamientos armados entre las facciones políticas que se crearon a final de la Guerra Guazú, el Partido Colorado y las distintas alas del que hoy es el Partido Liberal Radical Auténtico. Al final de este período se produce una "hegemonía liberal" que concluye con el estallido de la contienda chaqueña.
  - Guerra del Chaco: Entre el Paraguay y Bolivia por la posesión del Chaco Boreal. Se inicia el 9 de septiembre de 1932 con el ataque al fortín Boquerón y finaliza el 12 de junio de 1935 con la firma del Protocolo de Paz. El Paraguay obtiene las tres cuartas partes del territorio en disputa y Bolivia la cuarta parte restante.
  - Revolución Febrerista: Luego de la victoria chaqueña, el general (póstumo) Rafael Franco apoyado por veteranos de la contienda, nacionalistas, socialistas, fascistas y colorados descontentos con el proceder del "Gabinete de la Victoria" toman el poder el 17 de febrero de 1936, hasta que Franco es depuesto el 13 de agosto de 1837 por un levantamiento liberal que instauró a Félix Paiva. La "Revolución de Febrero" serviría de inspiración para la creación de un "tercer partido" en Paraguay, dominado por colorados y liberales. El Partido Febrerista, de varias líneas políticas a lo largo de su historia (hoy emparentado con la social-democracia).
  - Revolución Pynandí: La Revolución del '47, que puso en contienda a los colorados contra nacionalistas, febreristas, liberales y algunos comunistas desde el 7 de marzo hasta el 20 de agosto del citado año. Concluye con la victoria de las tropas gubernamentales y los colorados. Marca el inicio de la "hegemonía colorada".
  - Gobierno de Alfredo Stroessner: desde el 15 de agosto de 1954 hasta el 3 de febrero de 1989. Dictadura con dominio del Partido Colorado, liderado por el general y excombatiente de la guerra del Chaco Alfredo Stroessner. La dictadura tiene distintos rasgos durante sus casi 35 años de duración. Su primera etapa, hasta inicios de 1970 es de tinte patriótico-nacionalista. La segunda etapa es neoliberal, emparentada con los Estados Unidos y Brasil. Duramente represiva contra los disidentes, fue concluida con el golpe de Estado del 3 de febrero de 1989, liderado por militares y colorados disidentes.
  - Transición y Democracia (3 de febrero de 1989-actualidad): Se suceden los gobiernos de Andrés Rodríguez Pedotti, Juan Carlos Wasmosy, Raúl Cubas Grau, Luis Ángel González Macchi, Nicanor Duarte Frutos, Fernando Lugo, Federico Franco, Horacio Cartes el actual Presidente de la República del Paraguay, Mario Abdo Benítez . Se destacan en la "Transición" eventos como el marzo Paraguayo y la Destitución de Fernando Lugo.